# Pikhuti
Pikhuti is een bergdorp ten oosten van de Kathmandu-vallei, in de dorpscommissie Jhyaku. Het heeft een bevolking van 835 inwoners en was vroeger een belangrijke doorkomplaats voor handelskaravanen naar het oosten van Nepal en de Tamakoshirivier.
In 2011 heeft het enige bekendheid vanwege het Tibetaans boeddhistische klooster net buiten het dorp.